# Tonique Williams-Darling
Tonique Williams-Darling, född 17 januari 1976, är en friidrottare (sprinter) från Bahamas. Williams-Darling var under 2004 den största stjärnan på 400 meter och vann såväl olympiskt guld som jackpoten i Golden League. Vid VM 2005 följde Williams-Darling upp bedriften och vann guld.

## Personliga rekord
- 400 meter - 49,07